# Shaun Keaveny
Shaun William Keaveny (né le 14 juin 1972) est un animateur de radio britannique qui a présenté l'émission de l'après-midi sur la station de radio numérique BBC Radio 6 Music,.

## Éducation et enfance
Keaveny grandit dans une maison de Higher Folds à Leigh, Greater Manchester[réf. nécessaire]. Il passe sa scolarité à l'école catholique de Sainte-Marie, Astley, puis à l'école Trinité et Toussaint à Leeds.

## Carrière
Keaveny rejoint la BBC et présente une émission radio hebdomadaire l'après-midi (du lundi au jeudi) et l'émission radio du petit déjeuner du vendredi à XFM Londres jusqu'en 2006. 
Keaveny rejoint la BBC Radio 6 Music en 2007 et présente son émission en fin de soirée jusqu'en avril 2007. Il commence à présenter la BBC 6 Music Breakfast Show le 2 avril 2007. Il remplace également plusieurs présentateurs de la BBC Radio 2. L'émission radio est présentée à l'origine par Phill Jupitusdepuis le début de la saison en mars 2002. L'émission est régulièrement mise à jour avec des nouvelles de musiques choisies par les présentateurs Matt Everitt et Georgie Rogers. Le physicien Brian Cox a souvent contribué au spectacle/émission.
Son premier livre, R2D2 lives in Preston, est publié en novembre 2010. Il s'agit d'une compilation de faits peu connus sur différentes villes du Royaume-Uni, conseillés par les auditeurs de son émission de radio dans une rubrique intitulée Toast the Nation.
Le 16 février 2013, Keaveny participe à la cinquième saison de Let's Dance for Comic Relief en tant que membre de Destiny's Dad avec ses collègues comédiens de stand Up, Hal Cruttenden et Mark Dolan.
Il esty annoncé en août 2018 que Shaun Keaveny changerait le jour de la semaine pour le BBC 6 Music Breakfast show, au créneau de l'après-midi de Radcliffe et Maconie en janvier 2019,. Keaveny a présenté son dernier Breakfast Show en direct du Maida Vale Studios le 14 décembre 2018 dans le cadre du BBC 6 Music All Day Christmas Party.
Keaveny a narré la série The Mega Council Estate Nextdoor de Channel 5, diffusée en septembre 2020.
En juin 2021, il annonce son départ de 6 Music en septembre 2021 après 14 ans à la radio avec ces paroles : « Les choses changent, les lieux changent, les gens changent, et il est temps pour un changement ».
En août 2021, il présente l'émission Teatime le samedi sur BBC Radio 2 en remplaçant Liza Tarbuck.
Comme annoncé, sa dernière émission sur Radio 6 music a eu lieu le 10 septembre 2021.

## Vie personnelle
En 2017, il est père de deux fils et de une fille,.